# Förenklade kinesiska tecken
Förenklade kinesiska tecken är den form av kinesiska tecken vilka skapades i Kina på 1950-talet som ett led i arbetet med att öka läskunnigheten i landet.
Förenklade varianter av de kinesiska tecknen hade funnits länge men inte tidigare ersatt de mer komplicerade varianterna. På 1930- och 1940-talen diskuterade Kuomintang-regeringen frågan, och författare och intellektuella hade länge hävdat att en teckenförenkling skulle gynna läskunnigheten. 
I Kina utfärdades de första förenklingarna i två faser, först 1956 och andra gången 1964. Under en period förekom övergångstecken som bestod av både förenklade delar och delar som fortfarande var oförändrade. Förenklingsarbetet kom sedan att bli en del av kulturrevolutionen och en tredje omgång tecken föreslogs 1977 men nådde aldrig allmänheten. I strävandena ingick också målet att helt avskaffa det ideografiska systemet och övergå till pinyin och latinska alfabetet. Myndigheterna avvisade det tredje reformförslaget formellt 1986.
Strävanden att ytterligare förenkla eller förändra skriftsystemet tycks numera ha upphört, och formerna kan betraktas som stabila. I samband med att Hongkong och Macau inlemmats i folkrepubliken har man inte heller gjort några försök att byta från de traditionella kinesiska tecken, som där hela tiden använts, till den förenklade formen.

## Principer för förenklingen
Tre sätt att förenkla tecknen har använts:
1. Reducering av antalet streck – Detta har gjorts både genom nyskapade förenklingar och genom att återinföra ålderdomliga, enklare former. Exempel: 葉 motsvaras av 叶; 萬 av 万. (I några sällsynta fall har dock det nya tecknet fler streck än det äldre.)
2. Kombination av flera komplicerade tecken till ett enda enklare tecken, en process känd som teckenkonflation. Exempel: 隻 (ett måttord för vissa djur) och 衹 (en variant av tecknet för ’bara’) konflateras till 只 (ett tecken som redan fanns).
3. Ny betydelse för ett traditionellt tecken med litet antal streck. Exempel: 丰 (skönhet) används också för 豐 (rikligt) och 余 (jag) används för 餘 (återstå). Detta är särskilt vanligt när tecknet med få streck är ovanligt eller slutat användas.

De traditionella kinesiska tecknen har även använts i flera andra länder i Ostasien, bland annat i Japan. Även där har tecknen under årens lopp kommit att förenklas. I samband med förenklingsreformerna i Kina, kom ett flertal av dessa japanska förenklingar att importeras till Kina, till exempel tecknet för ’att studera’, 学 (traditionell: 學; pinyin: xué), och för ’område, yta’, 区 (traditionell: 區; pinyin: qū).